# Rocco Panio
Rocco Panio (San Giorgio Lucano, 12 ottobre 1940) è un ex calciatore italiano, di ruolo difensore.

## Carriera
Dopo aver militato nella Juventus, disputando una gara amichevole nella stagione 1959-1960, esordisce in Serie C con la maglia del Casale, passando successivamente a Biellese e Carrarese sempre in Serie C. Debutta in Serie B con il Perugia nella stagione 1967-1968; con gli umbri disputa quattro campionati cadetti per un totale di 133 presenze.
Difensore roccioso, anche se non dotato di qualità tecniche eccelse, era particolarmente amato dal pubblico perugino del Santa Giuliana proprio per la sua generosità. Nel 1971 lascia il Perugia e il calcio italiano per trasferirsi negli Stati Uniti.